# Volta a Cataluña 1991
La Vuelta en Cataluña de 1991 fue la 71.ª edición de la Cerca ciclista en Cataluña. Se disputó en 7 etapas del 9 al 12 de septiembre de 1991 con un total de 877,3 km. El vencedor final fue el navarro Miguel Induráin del equipo Banesto por ante su compañero de equipo Pedro Delgado y de Alex Zülle de la ONCE.
La cursa empezaba con la novedad de la Contrarreloj por equipos posada en la primera jornada.
Después de ganar su primer Tour, Induráin, se llevó la Volta gracias la victoria a la contrarreloj de Igualada y a defenderse bien a la etapa de Mont Caro. Dominio claro del equipo Banesto. Hay que destacar la buena clasificación del suizo Zülle en una de sus primeras cursas como profesional.

## Etapas
Mont Caro
| Etapa | Fecha            | Ciudades de etapa           | km    | Vencedor de la etapa     | Líder de la general |
| ----- | ---------------- | --------------------------- | ----- | ------------------------ | ------------------- |
| 1.ª   | 6 de septiembre  | Manresa – Manresa (CRE)     | 17,0  | ONCE                     | Marino Lejarreta    |
| 2.ª   | 7 de septiembre  | Manresa – Playa de Aro      | 181,0 | Mathieu Hermans          | Marino Lejarreta    |
| 3.ª A | 8 de septiembre  | Blanes – Barcelona          | 81,5  | Maurizio Fondriest       | Marino Lejarreta    |
| 3.ª B | 8 de septiembre  | Barcelona – Rubí            | 76,0  | Maurizio Fondriest       | Maurizio Fondriest  |
| 4.ª   | 9 de septiembre  | Rubí - Mollerusa            | 172,2 | Alfonso Gutiérrez        | Maurizio Fondriest  |
| 5.ª   | 10 de septiembre | Tarragona - Tarragona (CRI) | 25,2  | Miguel Induráin          | Miguel Induráin     |
| 6.ª   | 11 de septiembre | Salou – Mont Caro           | 158,2 | Lucho Herrera            | Miguel Induráin     |
| 7.ª   | 12 de septiembre | Tortosa – Tortosa           | 166,2 | Dzhamolidin Abduzhaparov | Miguel Induráin     |

### 1.ª etapa[1]
06-09-1991: Manresa), 17,0 km. (CRE):
|   | Equipo    | Tiempo  |
| - | --------- | ------- |
| 1 | ONCE      | 19' 16" |
| 2 | Panasonic | + 1"    |
| 3 | Kelme     | + 4"    |

|   | Ciclista         | Equipo | Tiempo  |
| - | ---------------- | ------ | ------- |
| 1 | Marino Lejarreta | ONCE   | 19' 16" |
| 2 | Melcior Mauri    | ONCE   | m. t.   |
| 3 | Stephen Hodge    | ONCE   | m. t.   |

### 2.ª etapa[2]
07-09-1991: Manresa – Playa de Aro, 181,0 km.:
|   | Ciclista        | Equipo       | Tiempo     |
| - | --------------- | ------------ | ---------- |
| 1 | Mathieu Hermans | Loto-Festina | 4h 42' 18" |
| 2 | Jesper Skibby   | TVM          | m. t.      |
| 3 | Rudy Dhaenens   | Panasonic    | m. t.      |

|   | Ciclista         | Equipo | Tiempo     |
| - | ---------------- | ------ | ---------- |
| 1 | Marino Lejarreta | ONCE   | 5h 01' 34" |
| 2 | Melcior Mauri    | ONCE   | m. t.      |
| 3 | Joan Llaneras    | ONCE   | m. t.      |

### 3.ª etapa[3]
08-09-1991: Blandas – Barcelona, 81,5 km.:
|   | Ciclista           | Equipo       | Tiempo     |
| - | ------------------ | ------------ | ---------- |
| 1 | Maurizio Fondriest | Panasonic    | 2h 00' 46" |
| 2 | Roberto Pagnin     | Loto-Festina | m. t.      |
| 3 | Gert-Jan Theunisse | TVM          | m. t.      |

|   | Ciclista         | Equipo | Tiempo     |
| - | ---------------- | ------ | ---------- |
| 1 | Marino Lejarreta | ONCE   | 7h 02' 20" |
| 2 | Melcior Mauri    | ONCE   | m. t.      |
| 3 | Stephen Hodge    | ONCE   | m. t.      |

### 3.ª etapa B
08-09-1991: Barcelona - Rubí, 76,0 km. :
|   | Ciclista           | Equipo              | Tiempo     |
| - | ------------------ | ------------------- | ---------- |
| 1 | Maurizio Fondriest | Panasonic           | 1h 43' 13" |
| 2 | Alfonso Gutiérrez  | Paternina-Don Zoilo | + 1"       |
| 3 | Malcolm Elliott    | Seur                | + 2"       |

|   | Ciclista           | Equipo    | Tiempo     |
| - | ------------------ | --------- | ---------- |
| 1 | Maurizio Fondriest | Panasonic | 8h 45' 32" |
| 2 | Rudy Dhaenens      | Panasonic | + 1"       |
| 3 | Marino Lejarreta   | ONCE      | m. t.      |

### 4.ª etapa[4]
09-09-1991: Rubí - Mollerusa, 172,2 km.:
|   | Ciclista          | Equipo              | Tiempo     |
| - | ----------------- | ------------------- | ---------- |
| 1 | Alfonso Gutiérrez | Paternina-Don Zoilo | 4h 05' 30" |
| 2 | Mathieu Hermans   | Loto-Festina        | m. t.      |
| 3 | Jesper Skibby     | TVM                 | m. t.      |

|   | Ciclista           | Equipo    | Tiempo      |
| - | ------------------ | --------- | ----------- |
| 1 | Maurizio Fondriest | Panasonic | 12h 51' 02" |
| 2 | Rudy Dhaenens      | Panasonic | + 1"        |
| 3 | Marino Lejarreta   | ONCE      | m. t.       |

### 5.ª etapa[5]
10-09-1991: Tarragona, 25,2 km. (CRI):
|   | Ciclista              | Equipo       | Tiempo  |
| - | --------------------- | ------------ | ------- |
| 1 | Miguel Induráin       | Banesto      | 30' 46" |
| 2 | Dimitri Vassiltchenko | Loto-Festina | + 28"   |
| 3 | Yuri Manuylov         | Loto-Festina | + 43"   |

|   | Ciclista        | Equipo       | Tiempo      |
| - | --------------- | ------------ | ----------- |
| 1 | Miguel Induráin | Banesto      | 13h 22' 11" |
| 2 | Yuri Manuylov   | Loto-Festina | + 31"       |
| 3 | Stephen Hodge   | ONCE         | + 42"       |

### 6.ª etapa[6]
11-09-1992: Salou – Monte Caro, 158,2 km.:
|   | Ciclista       | Equipo   | Tiempo     |
| - | -------------- | -------- | ---------- |
| 1 | Lucho Herrera  | Postobón | 4h 16' 16" |
| 2 | Pedro Delgado  | Banesto  | + 12"      |
| 3 | Piotr Ugriúmov | Seur     | + 24"      |

|   | Ciclista        | Equipo  | Tiempo      |
| - | --------------- | ------- | ----------- |
| 1 | Miguel Induráin | Banesto | 17h 38' 54" |
| 2 | Pedro Delgado   | Banesto | + 1' 00"    |
| 3 | Alex Zülle      | ONCE    | + 1' 28"    |

### 7.ª etapa[7]
12-09-1991: Tortosa, 166,2 km.:
|   | Ciclista                      | Equipo         | Tiempo    |
| - | ----------------------------- | -------------- | --------- |
| 1 | Dzhamolidin Abduzhaparov      | Carrera        | 4h 8' 56" |
| 2 | Mathieu Hermans               | Loto-Festina   | m. t.     |
| 3 | Juan Carlos González Salvador | Puertas Mavisa | m. t.     |

|   | Ciclista        | Equipo  | Tiempo      |
| - | --------------- | ------- | ----------- |
| 1 | Miguel Induráin | Banesto | 21h 35' 56" |
| 2 | Pedro Delgado   | Banesto | + 1' 00"    |
| 3 | Alex Zülle      | ONCE    | + 1' 28"    |

## Clasificación General
|    | Ciclista           | Equipo          | Tiempo      |
| -- | ------------------ | --------------- | ----------- |
|    | Miguel Indurain    | Banesto         | 21h 35' 56" |
| 2  | Pedro Delgado      | Banesto         | + 1' 00"    |
| 3  | Alex Zülle         | ONCE            | + 1' 28"    |
| 4  | Álvaro Mejía       | Postobón        | + 1' 32"    |
| 5  | Piotr Ugriúmov     | Seur            | + 1' 36"    |
| 6  | Stephen Hodge      | ONCE            | + 1' 42"    |
| 7  | Federico Echave    | Clas            | + 1' 52"    |
| 8  | Oliverio Rincón    | Kelme-Ibexpress | + 2' 20"    |
| 9  | Andrew Hampsten    | Motorola        | + 2' 21"    |
| 10 | Javier Murguialday | Amaya           | + 2' 25"    |

## Clasificaciones secundarias
|   | Ciclista      | Equipo   | Puntos    |
| - | ------------- | -------- | --------- |
| 1 | Lucho Herrera | Postobón | 22 puntos |
| 2 | Piotr Ugrumov | Seur     | 20 puntos |
| 3 | Pedro Delgado | Banesto  | 18 puntos |

|   | Ciclista              | Equipo         | Puntos    |
| - | --------------------- | -------------- | --------- |
| 1 | Miguel Ángel Iglesias | Puertas Mavisa | 13 puntos |
| 2 | Antoni Esparza        | Wigarma        | 10 puntos |
| 3 | Joan Llaneras         | ONCE           | 3 puntos  |

|   | Ciclista           | Equipo              | Puntos    |
| - | ------------------ | ------------------- | --------- |
| 1 | Maurizio Fondriest | Panasonic           | 82 puntos |
| 2 | Mathieu Hermans    | Loto-Festina        | 69 puntos |
| 3 | Alfonso Gutiérrez  | Paternina-Don Zoilo | 55 puntos |

|   | Equipo   | Nacionalidad | Tiempo      |
| - | -------- | ------------ | ----------- |
| 1 | Banesto  | España       | 64h 54' 21" |
| 2 | Clas     | España       | + 45"       |
| 3 | Postobón | Colombia     | + 51"       |